# Tapura latifolia
Tapura latifolia är en tvåhjärtbladig växtart som beskrevs av George Bentham. Tapura latifolia ingår i släktet Tapura och familjen Dichapetalaceae. Inga underarter finns listade i Catalogue of Life.